# 盖锡尔与斯特罗柯间歇泉
64°19′0.05″N 20°17′59.64″W / 64.3166806°N 20.2999000°W

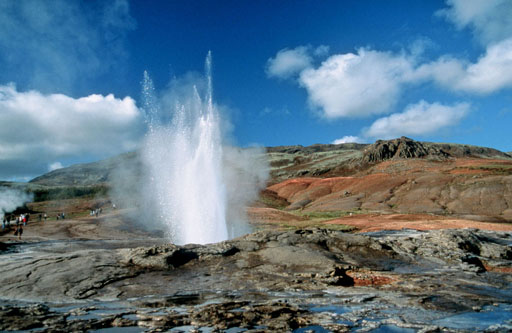
盖锡尔間歇泉爆發

盖锡尔与斯特罗柯间歇泉（Geysir），通稱盖锡尔间歇泉，又稱為大盖锡間歇泉，尔位于冰岛首都雷克雅未克附近赫伊卡達勒谷地周围。整个地区是一个大喷泉区，约有50个间歇泉，最大的间歇泉也稱為大盖锡間歇泉。盖锡尔间歇泉最为有名，其最高喷水高度居冰岛所有喷泉和间歇泉之首，因此也成为世界著名的间歇泉之一，該地也是史托克间歇泉所在之地，約50公尺（160英尺）南邊就能到達。是世界歷史上首個被紀錄的间歇泉，也是歐洲人首個發現的间歇泉。英語「geyser」一詞由該地的地名而來。
盖锡尔間歇泉會將沸騰的水噴發至空中70米（230英尺），但有時噴發頻率會變得不頻發，有紀錄顯示盖锡尔間歇泉完全停止活動長達一年。

## 历史
該地燒結礦地質年紀研究表明盖锡尔间歇泉已活躍了10000年。1294年的地震摧毁了哈烏卡達路当地许多间歇泉，但盖锡尔与斯特罗柯间歇泉却因此而生，也是該地间歇泉首度被紀錄的一年。
盖锡尔間歇泉與周圍間歇泉的活動變化與地幀活動有密切相關性，1630年的紀錄顯示該年哈烏卡達路的間歇泉爆發的非常猛烈，以致周圍山谷顫動，影響了當地居民生活作息。該間歇泉的名字“盖锡尔”最早是在18世紀的書面文獻出現，該地的間歇泉在啟蒙時代跟冰島其他間歇泉引起有志人士興趣，不尋常的自然現象令他們感到驚嘆，學者開始將該地的名字用於世界其他有熱液地形特徵之有间歇泉的山谷。
從18世紀開始出版的冰島旅遊指南大都描述盖锡尔和史托克間歇泉，兩方都是冰島特有的間歇泉類型。跟辛格韦德利和居德瀑布構成了冰島最著名的旅遊黃金圈之路線的一部分。